# Aeroporto di Rieti
L'Aeroporto di Rieti (ICAO: LIQN), “Giuseppe Ciuffelli”, è un aeroporto di aviazione generale situato nella città di Rieti.

## Storia

L'inaugurazione dell'aeroporto (1938)

La prima proposta per la costruzione di un aeroporto a Rieti fu avanzata agli inizi degli anni Trenta dal generale Giulio Costanzi, consigliere di stato all'aeronautica, ma non andò in porto per via dell'opposizione dei proprietari dei terreni dove sarebbe dovuto sorgere.
Una seconda opportunità si ebbe nel 1935, quando il direttore tecnico della società milanese Caproni manifestò l'intenzione di impiantare delle officine aeronautiche a Rieti. L'iniziativa fu accolta con entusiasmo dal podestà Alfredo Iacoboni, e a luglio di quell'anno la società fu ufficialmente costituita con il nome di Officine Reatine Lavorazioni Aeronautiche (ORLA). Le esigenze delle officine, stanziate inizialmente nei capannoni di un ex mobilificio fuori Porta Conca, portarono in pochi anni alla costruzione di un campo di volo e, nelle immediate vicinanze, di uno stabilimento più ampio.
Per la loro costruzione fu scelta un'area all'epoca esterna alla città, lungo la strada statale per Terni, tra il quartiere operaio di Madonna del Cuore e la frazione di Tre Strade. La progettazione dell'aeroporto venne avviata nel 1936, e l'inaugurazione si tenne il 27 marzo 1938. Fu intitolato a Giuseppe Ciuffelli (detto "Geppi"), tenente dell'Aeronautica e figlio dell'allora ministro dei Lavori Pubblici Augusto Ciuffelli, che perse la vita nella prima guerra mondiale, il 25 ottobre 1917, per l'abbattimento del suo mezzo a Santa Lucia d'Isonzo.

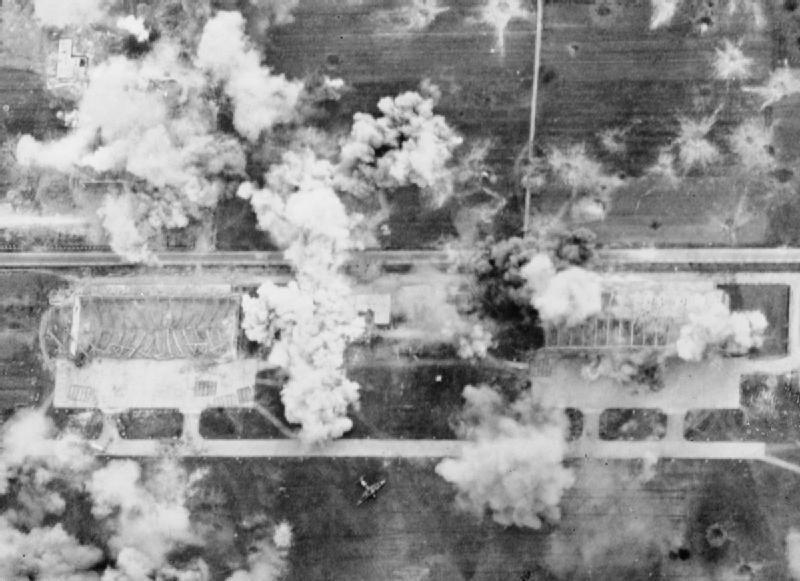
Fotografia aerea del bombardamento dell'aeroporto di Rieti da parte della Royal Air Force (1944)

Nel 1940 l'ORLA acquista nove ettari di terreno a fianco dell'aeroporto, sul lato opposto della strada, e vi stabilisce il nuovo stabilimento per la produzione di aerei di media dimensione, che si estende per oltre 30 000 m² e occupa oltre 1000 operai.
Con la costruzione dell'aeroporto ebbe inizio il traffico aereo militare, e durante la seconda guerra mondiale la struttura divenne sede strategica per i mezzi aerei della Regia Aeronautica (fu punto di partenza anche per delle azioni oltre le linee nemiche).

Per tale ragione, nel corso 1944, l'aeroporto e l'adiacente stabilimento ORLA furono bombardati e completamente distrutti dagli Alleati. Nei pressi dell'aeroporto, nello stesso anno, avvenne l'eccidio delle Fosse Reatine.

### La ricostruzione

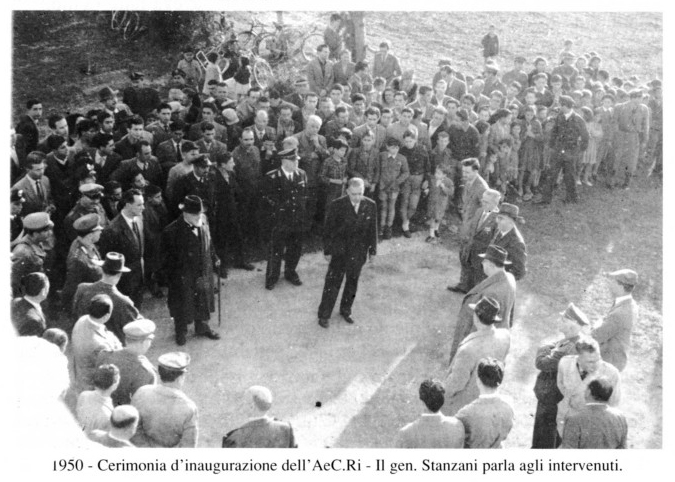
Il generale Stanzani all'inaugurazione dell'Aero Club Rieti (1950)

Nell'immediato dopoguerra l'aeroporto si trovava in pessime condizioni: le piste erano impraticabili per le buche provocate dallo scoppio delle bombe, hangar e magazzini erano in gran parte crollati e l'area era disseminata di carcasse di aerei e automezzi distrutti. Dal 1944 l'unico presidio all'interno della struttura era un custode, inviato dall'Aeronautica Militare per sorvegliare il sedime aeroportuale.
Tuttavia, mentre lo stabilimento ORLA venne abbandonato senza essere riattivato, l'aeroporto fu invece ripristinato. I lavori ebbero inizio grazie alla volontà del generale Mario Stanzani, che intorno al 1946 fondò l'Aero Club Rieti e guidò una squadra di volontari nelle operazioni di ricostruzione.
Lo scalo tornò nuovamente in funzione nel 1952. L'aeroporto tornò quindi sotto la gestione dell'Aeronautica Militare e divenne sede del 12° Deposito Centrale della stessa. Al ritorno del traffico aereo militare si aggiunse, grazie alla nascita dell'Aero Club reatino, la comparsa dell'aviazione sportiva e più tardi del volo a vela.
Il 10 gennaio 1997, con l'entrata in funzione del nuovo distaccamento aeroportuale di Rieti, la gestione della torre di controllo passò dall'Aeronautica Militare all'ENAV, che fornisce il servizio informazioni volo sulla frequenza 123.050 MHz.

## Strutture e impianti

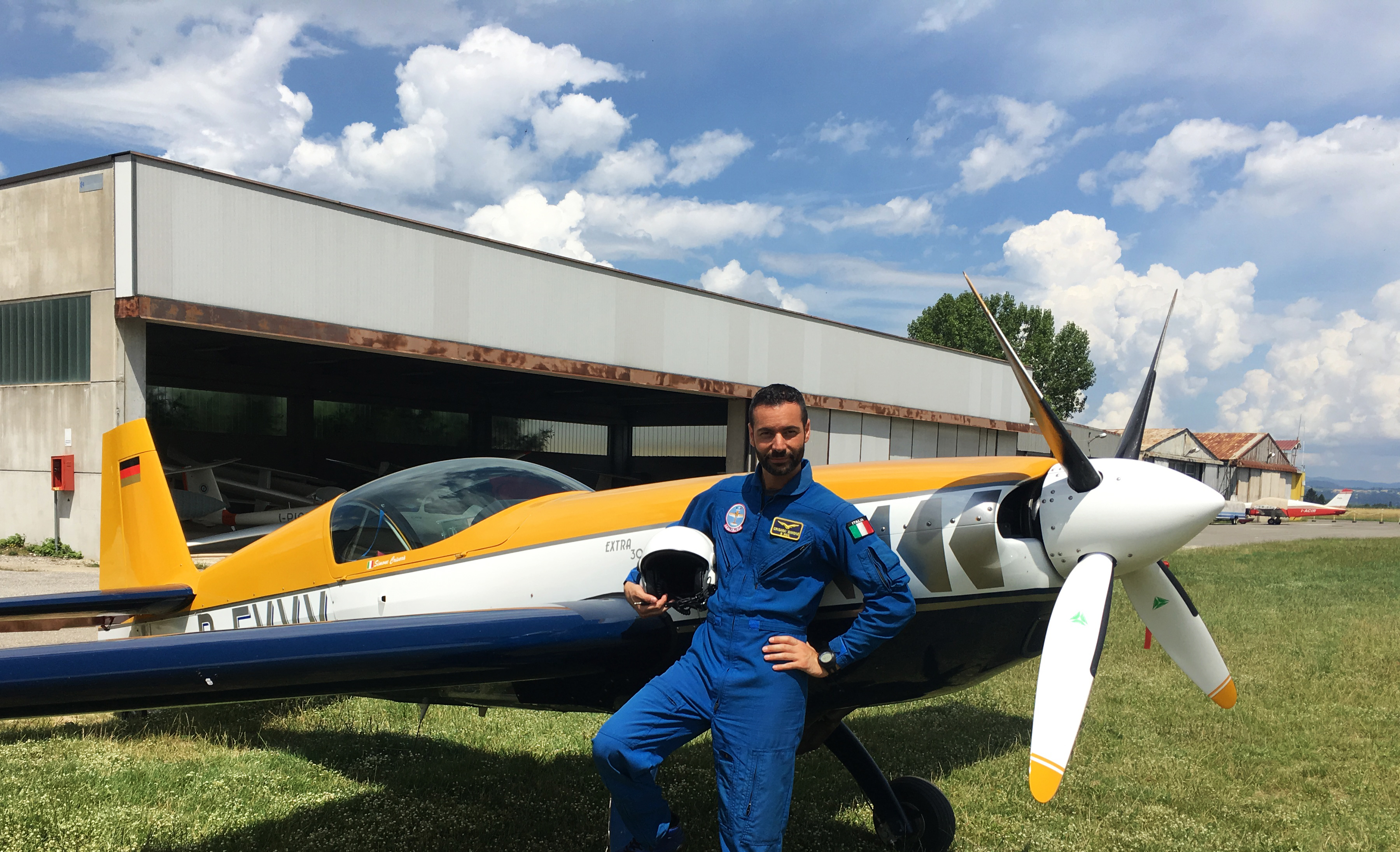
Un aereo acrobatico all'aeroporto di Rieti

L'aeroporto si trova all'interno della Piana Reatina, a 390 metri sul livello del mare, alla periferia nord della città di Rieti. È circondato a nord dalla frazione di Quattro Strade e a sud-est dai quartieri residenziali di Madonna del Cuore e Micioccoli. L'aeroporto è delimitato ad est da viale Marco Curio Dentato (la vecchia strada statale di collegamento con Terni) e ad ovest da via Celestino Rosatelli.
Lo scalo possiede due piste con superficie in erba: quella principale (16R/34L) misura 809 metri × 50 metri ed è usata dagli aerei a motore; quella secondaria (16L/34R) misura 809 metri × 40 metri ed è usata per gli alianti.
All'interno della struttura si trova la stazione meteorologica di Rieti Aeroporto, ufficialmente riconosciuta dall'Organizzazione Meteorologica Mondiale, gestita dall'ENAV ed afferente al Servizio Meteorologico dell'Aeronautica Militare.
Le correnti ascensionali della Piana Reatina sono particolarmente favorevoli per il volo a vela e offrono le migliori condizioni per praticarlo, pertanto l'aeroporto è conosciuto e frequentato dai piloti di aliante di tutto il mondo; al suo interno si sono svolte le edizioni 1985 e 2008 dei campionati mondiali assoluti di volo a vela organizzati dalla FAI, l'edizione 2007 del mondiale juniores FAI, nonché le edizioni 1982, 1994 e 2015 dei campionati europei.

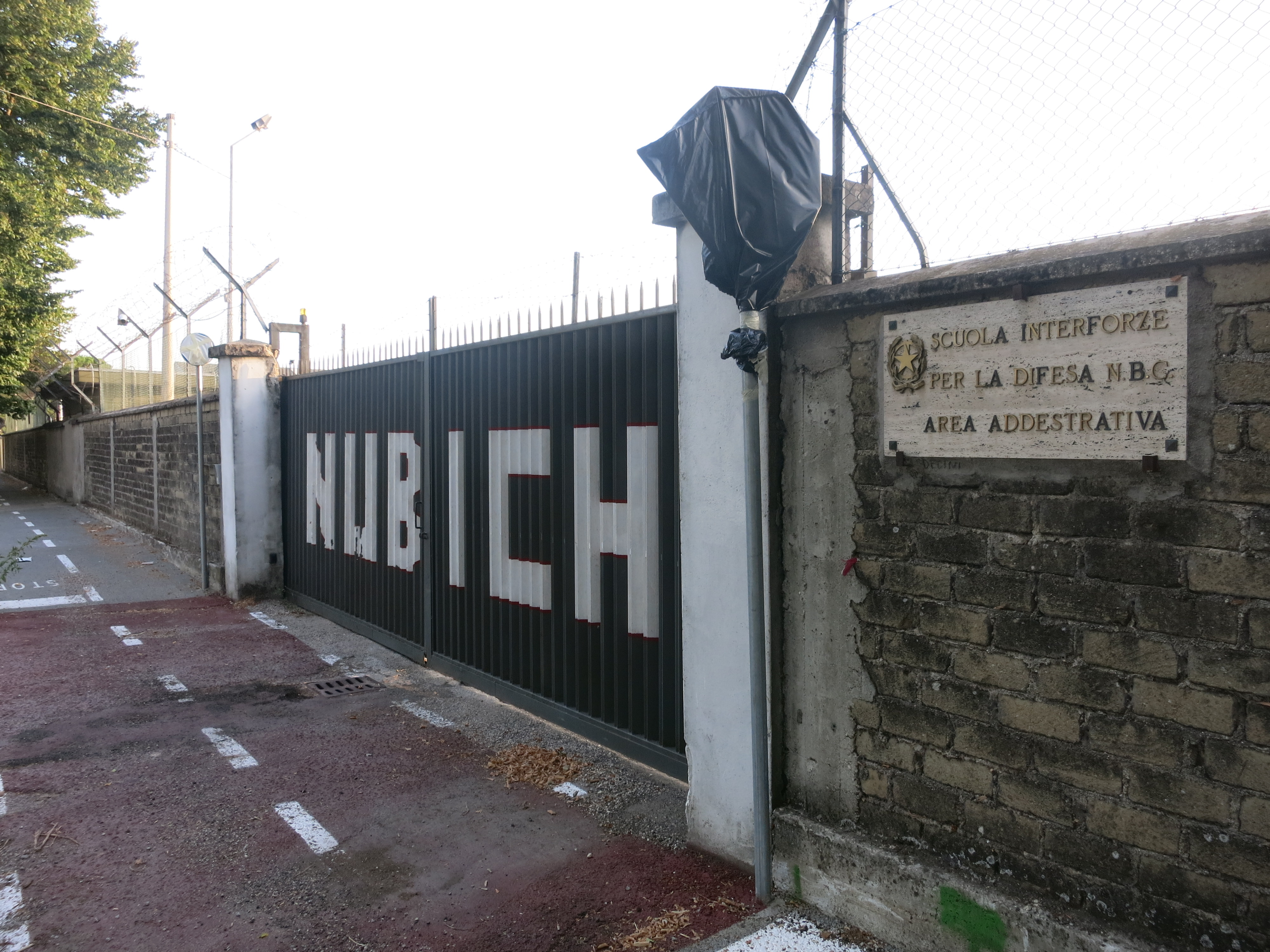
L'ingresso dell'area NUBICH

In un'area dell'aeroporto si trovano inoltre alcune strutture utilizzate dagli allievi della "Scuola Interforze per la Difesa NBC" delle forze armate (che ha sede presso la Caserma Attilio Verdirosi di Rieti): si tratta del poligono di tiro e del centro di addestramento "NUBICH", una vera e propria cittadella dove vengono riprodotti a scopo esercitativo scenari di contaminazione di una città con armi nucleari, batteriologiche o chimiche.

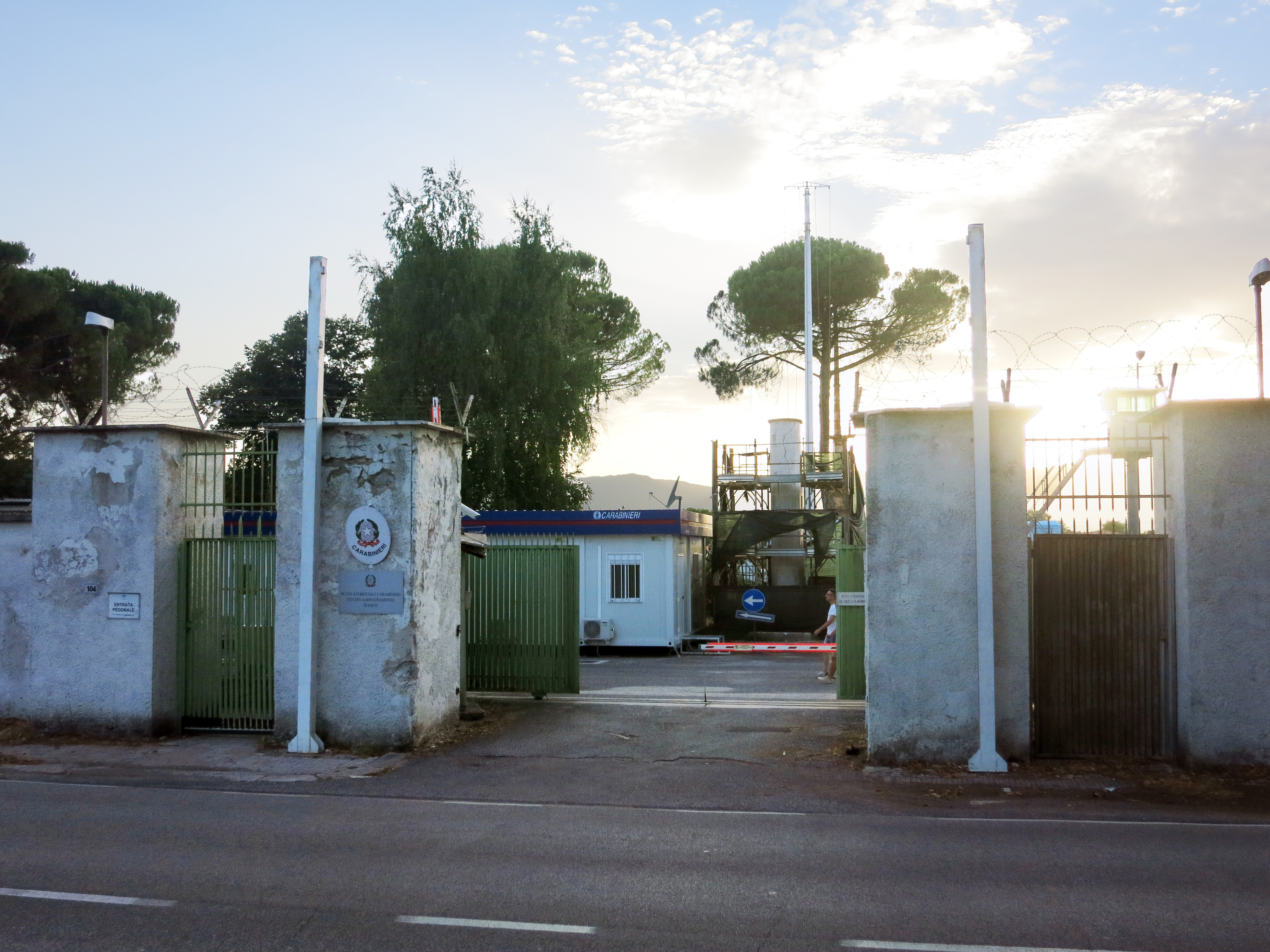
Ingresso del Centro di Addestramento della Scuola Forestale Carabinieri

L'aeroporto ospita inoltre un eliporto nel quale, fino al 2016, si trovava un Centro operativo aereo (COA) del Corpo forestale dello Stato, una delle sette sedi fisse del Reparto Volo presenti nel territorio nazionale. In seguito alla soppressione del Corpo Forestale, la base è passata all'Arma dei Carabinieri e oggi ospita il 16º nucleo elicotteri Carabinieri. L'aeroporto dal 1º gennaio 2017 ospita anche il Centro di Addestramento della Scuola Forestale Carabinieri (ex sede distaccata della Scuola del Corpo forestale dello Stato).
Infine, presso l'aeroporto ha sede l'Aero Club di Rieti "Alberto Bianchetti", che gestisce una scuola di volo a motore e una scuola di volo a vela, l'unica autorizzata dall'ENAC a svolgere seminari di aggiornamento per istruttori e ad organizzare corsi per il conseguimento dell'abilitazione di istruttore di aliante.